# Nina Kreutzmann Jørgensen
Nina Kreutzmann Jørgensen (ur. 17 lipca 1977 w Nuuk) – grenlandzka piosenkarka solowa oraz wokalistka zespołu Qulleq. Występowała również z zespołem Nanook.

## Biografia[1]
Nina Kreutzmann pochodzi ze stołecznego miasta Nuuk. Jest córką Naji Kreutzmann pochodzącej z Nuuk oraz Hansa Larsa Jørgensena pochodzącego z Qoornoq. Ma także młodszą siostrę Pipaluk, która jest pisarką i dyrektorką teatru. W różnych okresach życia Nina Kreutzmann mieszkała w szkole z internatem w Kopenhadze, gdzie pobierała lekcje muzyki i śpiewu. Po pewnym czasie poznała swojego przyszłego męża, Malika, z którym ma dwoje dzieci: Ivi Lunę (2005) oraz Vittusa (2007). Wraz z Malikiem wykonywała niektóre ze swych piosenek, zarówno po grenlandzku, jak też po angielsku.
Swego czasu Nina Kreutzmann była jedną z 12 dziewczyn, które towarzyszyły islandzkiej piosenkarce Björk podczas jej światowego tournée. W roku 1997 rozpoczęła współpracę z grenlandzkim zespołem Qulleq, z którym nagrała trzy płyty. Ostatnio wydała solową płytę zatytułowaną: Nina Eqqissineq, która zyskała miano grenlandzkiej platynowej płyty, gdyż została wydana w nakładzie ponad 7500 egzemplarzy.

## Dyskografia
Płyta solowa
- Nina Eqqissineq

Z zespołem Qulleq
- Ilissinnut
- Silarsuarmut Tikilluarit
- Misigissutsit

Gościnnie
- 2010: Julie Berthelsen - Closer
(utwory: Neriunneq (duń. Håbet), Shout (Our Love Will Be The Light) oraz w tle: Qamani (duń. I Det Inderste Inde), Wonderful Feeling

## Filmografia
- 2003:  Julehilsen til Grønland - jako ona sama[6]